# Volta a Catalunya de 2010
La Volta a Catalunya de 2010 és la 90a edició de la Volta a Catalunya. La cursa es disputà entre el 22 i el 28 de març de 2010, sent guanyada pel català Joaquim Rodríguez, que d'aquesta manera es convertia en el primer català a guanyar-la des que Josep Recio ho fes 27 anys enrere. El segon fou el també català Xavier Tondo, mentre que l'estonià Rein Taaramäe finalitzà en tercera posició.

## Canvi de dates
En aquesta edició la Volta a Catalunya canvia la data en què es disputava des de feia cinc anys per passar de la segona quinzena del mes de maig a la segona quinzena de març. Amb aquest canvi s'intenta millorar la participació internacional en no coincidir amb la disputa del Giro d'Itàlia.

## Participants
En aquesta edició de la Volta a Catalunya hi prendran part 22 equips de 8 corredors cadascun per un total de 176 ciclistes. Divuit d'aquest equips són equips ProTour i quatre són equips continentals professionals:
- equips ProTour: AG2R La Mondiale, Astana, Caisse d'Epargne, Euskaltel-Euskadi, Footon-Servetto, FDJ, Garmin-Transitions, Lampre-Farnese Vini, Liquigas, Omega Pharma-Lotto, Quick Step, Rabobank, Team Sky, Team HTC-Columbia, Team Katusha, Team Milram, Team Radioshack, Team Saxo Bank
- equips continentals. Andalucía Cajasur, Cervélo Test Team, Cofidis-Le Crédit en Ligne i Xacobeo Galícia

Entre els participants cal destacar la presència dels germans Andy i Frank Schleck, Denís Ménxov, Levi Leipheimer, Luis León Sánchez, Gustavo César Veloso, Andreas Kloden, Ivan Basso, Roman Kreuziger, Carlos Sastre, Jens Voigt, Mark Cavendish, Óscar Pereiro o Haimar Zubeldia.

## Etapes
| Etapa    | Data       | Recorregut                                  | km           | Vencedor d'etapa | Líder de la classificació general |
| 1a etapa | 22 de març | Lloret de Mar - Lloret de Mar               | 3,6 km (CRI) | Paul Voss        | Paul Voss                         |
| 2a etapa | 23 de març | Salt - Banyoles                             | 182,6 km     | Mark Cavendish   | Paul Voss                         |
| 3a etapa | 24 de març | Sant Esteve d'en Bas - La Seu d'Urgell      | 185,9 km     | Xavier Tondo     | Joaquim Rodríguez                 |
| 4a etapa | 25 de març | Oliana - Ascó                               | 209,7 km     | Jens Voigt       | Joaquim Rodríguez                 |
| 5a etapa | 26 de març | Ascó - Cabacés                              | 181,2 km     | Davide Malacarne | Joaquim Rodríguez                 |
| 6a etapa | 27 de març | El Vendrell - Barcelona                     | 161,9 km     | Samuel Dumoulin  | Joaquim Rodríguez                 |
| 7a etapa | 28 de març | Sant Cugat del Vallès - Circuit de Montmeló | 117,8 km     | Juan José Haedo  | Joaquim Rodríguez                 |

### Pròleg.Lloret de Mar-Lloret de Mar.22 de marçde2010. 3,6 km (CRI)
El pròleg és una contrarellotge individual pels carrers de Lloret de Mar. Amb una lleugera ascensió durant el primer quilòmetre a partir d'aquell moment la ruta va a buscar el passeig marítim de la ciutat, on hi ha instal·lada l'arribada.
La pluja caiguda durant bona part del dia ha fet que els principals favorits no arrisquessin en aquest traçat urbà, sent el vencedor l'alemany Paul Voss. Cal destacar els discrets temps fets per Ivan Basso (+ 23"), Denís Ménxov (+ 25") o Andy Schleck (+ 27"). El primer català ha estat Joaquim Rodríguez a 6" del vencedor.
|    | Ciclista         | Equip              | Temps  |
| -- | ---------------- | ------------------ | ------ |
| 1  | Paul Voss        | Milram             | 4' 57" |
| 2  | Levi Leipheimer  | Team RadioShack    | + 1"   |
| 3  | Andreas Klöden   | Team RadioShack    | + 2"   |
| 4  | Dominik Nerz     | Milram             | + 4"   |
| 5  | Jan Bakelandts   | Omega Pharma-Lotto | + 4"   |
| 6  | Davide Malacarne | Quick Step         | + 4"   |
| 7  | Mark Cavendish   | Team HTC-Columbia  | + 4"   |
| 8  | Craig Lewis      | Team HTC-Columbia  | + 5"   |
| 9  | Nicolas Roche    | AG2R La Mondiale   | + 6"   |
| 10 | Kristjan Koren   | Liquigas           | + 6"   |

|    | Ciclista         | Equip              | Temps  |
| -- | ---------------- | ------------------ | ------ |
| 1  | Paul Voss        | Milram             | 4' 57" |
| 2  | Levi Leipheimer  | Team RadioShack    | + 1"   |
| 3  | Andreas Klöden   | Team RadioShack    | + 2"   |
| 4  | Dominik Nerz     | Milram             | + 4"   |
| 5  | Jan Bakelandts   | Omega Pharma-Lotto | + 4"   |
| 6  | Davide Malacarne | Quick Step         | + 4"   |
| 7  | Mark Cavendish   | Team HTC-Columbia  | + 4"   |
| 8  | Craig Lewis      | Team HTC-Columbia  | + 5"   |
| 9  | Nicolas Roche    | AG2R La Mondiale   | + 6"   |
| 10 | Kristjan Koren   | Liquigas           | + 6"   |

### Etapa 2.Salt-Banyoles.23 de marçde2010. 182,6 km
Per primera vegada Salt aculla una sortida de la Volta. Primera part de l'etapa complicada, amb el pas per l'alt dels Àngels (km 58,3), de primera categoria (10,5 km al 3%). Una vegada superat el coll l'etapa és totalment plana, amb un circuit pels voltants de Banyoles al qual els ciclistes hauran de donar tres voltes. Durant l'etapa els ciclistes passaran per dos esprints intermedis, a Sant Julià de Ramis (km 37) i en el primer pas per Banyoles (km 142).
L'inici de l'etapa ve marcada per l'abandonament d'Andy Schleck per problemes estomacals i que ja no prendrà la sortida a Salt.
Quant a l'etapa pròpiament dita l'escapada del dia la formen Jonathan Castroviejo i Peter Stetina que s'escapen al km 9 i aconseguiran una diferència màxima superior als 9' durant l'ascens a l'alt dels Àngels (km 53). Una vegada passat l'avituallament de Borrassà el gran grup comença a tirar amb força, manat pel Milram i el Team HTC-Columbia, tot reduint les diferències. En el primer pas per la meta de Banyoles encara disposen de 3', però finalment seran agafats a manca de 13 km per a l'arribada. A l'esprint el vencedor és Mark Cavendish, que d'aquesta manera aconsegueix la primera victòria de l'any.
|    | Ciclista            | Equip              | Temps      |
| -- | ------------------- | ------------------ | ---------- |
| 1  | Mark Cavendish      | Team HTC-Columbia  | 4h 15' 46" |
| 2  | Juan José Haedo     | Team Saxo Bank     | m.t        |
| 3  | Aitor Galdós Alonso | Euskaltel–Euskadi  | m.t        |
| 4  | Samuel Dumoulin     | Cofidis            | m.t        |
| 5  | Michel Kreder       | Garmin-Transitions | m.t        |
| 6  | Manuel Cardoso      | Footon-Servetto    | m.t        |
| 7  | Kristjan Koren      | Liquigas-Doimo     | m.t        |
| 8  | Nicolas Roche       | AG2R La Mondiale   | m.t        |
| 9  | Ryder Hesjedal      | Garmin-Transitions | m.t        |
| 10 | Daniel Moreno       | Omega Pharma-Lotto | m.t        |

|    | Ciclista         | Equip              | Temps      |
| -- | ---------------- | ------------------ | ---------- |
| 1  | Paul Voss        | Milram             | 4h 20' 43" |
| 2  | Levi Leipheimer  | Team RadioShack    | + 1"       |
| 3  | Andreas Klöden   | Team RadioShack    | + 2"       |
| 4  | Dominik Nerz     | Milram             | + 4"       |
| 5  | Jan Bakelandts   | Omega Pharma-Lotto | + 4"       |
| 6  | Davide Malacarne | Quick Step         | + 4"       |
| 7  | Mark Cavendish   | Team HTC-Columbia  | + 4"       |
| 8  | Craig Lewis      | Team HTC-Columbia  | + 5"       |
| 9  | Nicolas Roche    | AG2R La Mondiale   | + 6"       |
| 10 | Kristjan Koren   | Liquigas           | + 6"       |

### Etapa 3.Sant Esteve d'en Bas-La Seu d'Urgell.24 de marçde2010. 185,9 km
Etapa reina de la present edició, amb tres ports de segona categoria i un de categoria especial en el recorregut. En sortir de Sant Esteve d'en Bas els ciclistes prenen direcció a Manlleu, on hi ha el primer esprint intermedi del dia, tot passant pel túnel de Bracons. Tot seguit comença l'ascensió a la primera dificultat del dia, l'alt de la Trona (km 44,5), de 2a categoria (4,9 km al 5%). Poc abans de l'esprint de La Pobla de Lillet (km 94,3) es puja el segon coll del dia, l'alt de Sant Jaume de Frontanyà, al km 82,4, també de segona categoria (8,9 km al 2,8%). Tot seguit els ciclistes encadenen les dues darreres dificultats del dia, el coll del Pedraforca (km 116,9) de categoria especial (10,6 km al 5,3%) i cima Peris de la present edició, i l'alt de Josa de Cadí (km 132,3) de segona categoria (2,3 km al 5,5%). Tot i que a partir d'aquest moment ja no hi ha cap port puntuable els ciclistes es trobaran 35 km amb continus desnivells abans d'iniciar el descens fins a la Seu d'Urgell.
Etapa moguda des de bon començament, amb un nombrosos intents d'escapada que no tindran èxit fins que al quilòmetre 55 s'escapa un grup de 13 ciclistes, entre els quals hi ha Cyril Dessel, Txente García, Michel Kreder i Christophe Kern, als quals se'ls uneix poc després Daniel Sesma, els quals arriben a disposar de fins a 3' de diferència màxima. Durant l'ascensió a l'alt del Pedraforca la diferència comença a reduir-se respecte a un gran grup encapçalat pel Team RadioShack i el Team Katusha, i són diversos els ciclistes que es despengen del grup escapat. Al pas pel port els capdavanters sols disposen de 30" respecte al gran grup. Durant l'ascens al darrer port puntuable s'escapen Joaquim Rodríguez i Xavier Tondo, als quals se'ls uneix temporalment Óscar Pereiro. Rodríguez i Tondo aniran obrint forat, sent la màxima diferència 1' 40" a 25 km de meta. A 3 km sols disposen de 20" respecte Luis León Sánchez, però en l'arribada Tondo i Rodríguez li trauran 48". Rodríguez no disputa l'etapa i deix que Tondo s'imposi a canvi que ell aconsegueixi el mallot de líder.
|    | Ciclista             | Equip              | Temps      |
| -- | -------------------- | ------------------ | ---------- |
| 1  | Xavier Tondo Volpini | Cervélo TestTeam   | 4h 43' 23" |
| 2  | Joaquim Rodríguez    | Team Katusha       | m.t        |
| 3  | Luis León Sánchez    | Caisse d'Epargne   | + 48"      |
| 4  | Sandy Casar          | FDJ                | + 1' 20"   |
| 5  | Michel Kreder        | Garmin-Transitions | + 1' 20"   |
| 6  | Nicolas Roche        | AG2R La Mondiale   | + 1' 20"   |
| 7  | Pieter Weening       | Euskaltel–Euskadi  | + 1' 20"   |
| 8  | Aitor Pérez Arrieta  | Rabobank ProTeam   | + 1' 20"   |
| 9  | Paolo Tiralongo      | Team Astana        | + 1' 20"   |
| 10 | Rein Taaramäe        | Cofidis            | + 1' 20"   |

|    | Ciclista             | Equip                 | Temps      |
| -- | -------------------- | --------------------- | ---------- |
| 1  | Joaquim Rodríguez    | Team Katusha          | 9h 04' 12" |
| 2  | Xavier Tondo Volpini | Cervélo TestTeam      | + 10"      |
| 3  | Luis León Sánchez    | Caisse d'Epargne      | + 48"      |
| 4  | Nicolas Roche        | AG2R La Mondiale      | + 1' 20"   |
| 5  | Kristjan Koren       | Liquigas              | + 1' 20"   |
| 6  | Ryder Hesjedal       | Garmin-Transitions    | + 1' 20"   |
| 7  | Rein Taaramäe        | Cofidis               | + 1' 20"   |
| 8  | Roman Kreuziger      | Team HTC-Columbia     | + 1' 22"   |
| 9  | Michel Kreder        | Garmin-Transitions    | + 1' 24"   |
| 10 | Óscar Pereiro        | Astana Qazaqstan Team | + 1' 24"   |

### Etapa 4.Oliana-Ascó.25 de marçde2010. 209,7 km
Etapa més llarga de la present edició, amb bona part del recorregut en descens. Una vegada arribats a Ascó els ciclistes hauran de fer dues voltes a un circuit en què es trobaran l'alt de Paumeres (km 159,1 i 188,9) de segona categoria (8,6 km al 5,6%). El darrer pas es troba a sols 20,8 km per a l'arribada. Els dos esprints intermedis del dia es troben a Artesa de Segre (37,7 km) i Ascó (179,9 km).
Primers quilòmetres en descens i en què tots els ciclistes van agrupats. L'Euskaltel–Euskadi evitat tota escapada tot buscant el primer esprint intermedi per tal que Jonathan Castroviejo puntui. Al km 47 s'escapen 8 corredors, entre els quals destaca Vladímir Iefimkin i el mateix Castroviejo, que tindran una diferència màxima de 3' 30" al km 141, sent Iefimkin el líder virtual durant bon part de l'etapa. Durant el primer ascens a l'alt de Paumeres els escapats perden tres unitats i les diferències es van reduint. El segon ascens el comencen amb sols 40". Durant l'ascens s'escapa Jens Voigt del gran grup i passa en solitari per l'alt amb sols 10" sobre el grup principal. En el descens Rein Taaramäe atrapa Voigt i els dos es disputen la victòria a l'esprint, sent aquest clàrament favorable a Voigt. El grup del líder arriba a 34", amb la qual cosa Taaramäe passa a ocupar la 3a posició de la general.
|    | Ciclista           | Equip                 | Temps      |
| -- | ------------------ | --------------------- | ---------- |
| 1  | Jens Voigt         | Team Saxo Bank        | 4h 43' 28" |
| 2  | Rein Taaramäe      | Cofidis               | m.t        |
| 3  | Paul Voss          | Milram                | + 34"      |
| 4  | Michel Kreder      | Garmin-Transitions    | + 34"      |
| 5  | David Loosli       | Lampre-Farnese Vini   | + 34"      |
| 6  | Jérémy Roy         | FDJ                   | + 34"      |
| 7  | Josep Jufré Pou    | Astana Qazaqstan Team | + 34"      |
| 8  | Daniel Moreno      | Omega Pharma-Lotto    | + 34"      |
| 9  | Robert Kiserlovski | Liquigas-Doimo        | + 34"      |
| 10 | Igor Antón         | Euskaltel–Euskadi     | + 34"      |

|    | Ciclista             | Equip              | Temps       |
| -- | -------------------- | ------------------ | ----------- |
| 1  | Joaquim Rodríguez    | Team Katusha       | 13h 48' 14" |
| 2  | Xavier Tondo Volpini | Cervélo TestTeam   | + 10"       |
| 3  | Rein Taaramäe        | Cofidis            | + 46"       |
| 4  | Luis León Sánchez    | Caisse d'Epargne   | + 48"       |
| 5  | Nicolas Roche        | AG2R La Mondiale   | + 1' 20"    |
| 6  | Kristjan Koren       | Liquigas           | + 1' 20"    |
| 7  | Ryder Hesjedal       | Garmin-Transitions | + 1' 20"    |
| 8  | Roman Kreuziger      | Team HTC-Columbia  | + 1' 22"    |
| 9  | Michel Kreder        | Garmin-Transitions | + 1' 24"    |
| 10 | Janez Brajkovič      | Team RadioShack    | + 1' 25"    |

### Etapa 5.Ascó-Cabacés.26 de marçde2010. 181,2 km
Etapa trencacames pel Priorat i voltants, amb dos ports de segona i dos de tercera. L'etapa comença amb pujada fins al coll de Grau (km 35,8) de segona categoria (8,9 km al 3,5%). Tot seguit es passa per l'esprint de Cornudella de Montsant (km 61,8). A la part central de l'etapa els ciclistes es troben amb dos ports de tercera, l'alt de Porrera (km 104,7; 5,2 km al 4,0%) i l'alt de la Teixeta (km 128,7; 5,5 km al 4,0%). Entremig hi ha l'esprint de Falset. A 13,8 km per a l'arribada se supera l'alt de la Figuera (km 167,4) de segona categoria (7,7 km al 5,0%). L'arribada a Cabacés és en lleugera pujada.
Al km 2 es forma l'escapada del dia formada per Davide Malacarne i Javier Ramírez, als quals s'uneixen poc després Sergio de Lis i Gustavo César Veloso. La seva diferència anirà augmentant fins a arribar als quasi 11' a manca de 50 km per a l'arribada. Per darrere el Liquigas s'encarrega de posar un ritme més viu que fa que la diferència disminuixi ràpidament. A una vintena de quilòmetres per l'arribada Malacarne ataca als seus companys d'espacada i marxa en solitari cap a Cabacés, on arribarà amb 36" sobre el gran grup. Entre els favorits les diferències són inexistents i tot continua igual al capdavant de la classificació.
|    | Ciclista          | Equip                 | Temps      |
| -- | ----------------- | --------------------- | ---------- |
| 1  | Davide Malacarne  | Quick Step            | 4h 50' 03" |
| 2  | Andreas Klöden    | Team RadioShack       | + 36"      |
| 3  | Luis León Sánchez | Caisse d'Epargne      | + 37"      |
| 4  | Michel Kreder     | Garmin-Transitions    | + 37"      |
| 5  | Rein Taaramäe     | Cofidis               | + 37"      |
| 6  | Paolo Tiralongo   | Astana Qazaqstan Team | + 40"      |
| 7  | Joaquim Rodríguez | Team Katusha          | + 40"      |
| 8  | Fränk Schleck     | Team Saxo Bank        | + 40"      |
| 9  | Ryder Hesjedal    | Garmin-Transitions    | + 40"      |
| 10 | Eros Capecchi     | Footon-Servetto-Fuji  | + 40"      |

|    | Ciclista             | Equip              | Temps       |
| -- | -------------------- | ------------------ | ----------- |
| 1  | Joaquim Rodríguez    | Team Katusha       | 18h 38' 57" |
| 2  | Xavier Tondo Volpini | Cervélo TestTeam   | + 10"       |
| 3  | Rein Taaramäe        | Cofidis            | + 43"       |
| 4  | Luis León Sánchez    | Caisse d'Epargne   | + 45"       |
| 5  | Nicolas Roche        | AG2R La Mondiale   | + 1' 20"    |
| 6  | Ryder Hesjedal       | Garmin-Transitions | + 1' 20"    |
| 7  | Michel Kreder        | Garmin-Transitions | + 1' 21"    |
| 8  | Roman Kreuziger      | Team HTC-Columbia  | + 1' 22"    |
| 9  | Janez Brajkovič      | Team RadioShack    | + 1' 25"    |
| 10 | Rémy di Gregorio     | Française des Jeux | + 1' 26"    |

### Etapa 6.El Vendrell-Barcelona.27 de marçde2010. 161,9 km
Etapa amb un final entretingut per la muntanya de Montjuïc, a Barcelona, en què els ciclistes hauran de donar tres voltes a un circuit en què hi ha la pujada a l'Estadi, de 3a categoria (2,7 km al 3%). Abans hauran hagut de superar l'alt de Santa Cristina (km 24,5; 10,1 km al 2,5%) i l'alt de la Maladona (km 112,7; 2,3 km al 5%). Els esprints es troben a Vilanova i la Geltrú i Castelldefels.
Primers quilòmetres d'etapa moguts en busca de l'escapada del dia que no es formarà fins a l'ascens de l'alt de Santa Cristina. Seran Jan Bakelants i Dario Cataldo els que ho aconseguiran, arribant a tenir 3'48" al km 80 d'etapa, però durant l'aproximació a Barcelona el temps es reduirà fins a ser de sols 1' en l'inici del circuit per la muntanya de Montjuïc. Seran caçats a manca d'una sola volta. Tot i els nombrosos intents per a trencar el grup i aconseguir la victòria en solitari, finalment serà Samuel Dumoulin qui guanyarà a l'esprint.
|    | Ciclista            | Equip                 | Temps      |
| -- | ------------------- | --------------------- | ---------- |
| 1  | Samuel Dumoulin     | Cofidis               | 4h 04' 45" |
| 2  | Rein Taaramäe       | Cofidis               | m. t.      |
| 3  | Joaquim Rodríguez   | Team Katusha          | m. t.      |
| 4  | David Loosli        | Lampre-Fondital       | m. t.      |
| 5  | Aitor Galdós Alonso | Euskaltel–Euskadi     | m. t.      |
| 6  | Andreas Klöden      | Team RadioShack       | m. t.      |
| 7  | Roman Kreuziger     | Team HTC-Columbia     | m. t.      |
| 8  | Luis León Sánchez   | Caisse d'Epargne      | m. t.      |
| 9  | Paolo Tiralongo     | Astana Qazaqstan Team | m. t.      |
| 10 | Ryder Hesjedal      | Garmin-Transitions    | m. t.      |

|    | Ciclista             | Equip              | Temps       |
| -- | -------------------- | ------------------ | ----------- |
| 1  | Joaquim Rodríguez    | Team Katusha       | 22h 43' 42" |
| 2  | Xavier Tondo Volpini | Cervélo TestTeam   | + 10"       |
| 3  | Rein Taaramäe        | Cofidis            | + 43"       |
| 4  | Luis León Sánchez    | Caisse d'Epargne   | + 45"       |
| 5  | Nicolas Roche        | AG2R La Mondiale   | + 1' 20"    |
| 6  | Ryder Hesjedal       | Garmin-Transitions | + 1' 20"    |
| 7  | Michel Kreder        | Garmin-Transitions | + 1' 21"    |
| 8  | Roman Kreuziger      | Team HTC-Columbia  | + 1' 22"    |
| 9  | Janez Brajkovič      | Team RadioShack    | + 1' 25"    |
| 10 | Rémy di Gregorio     | Française des Jeux | + 1' 26"    |

### Etapa 7.Sant Cugat del Vallès-Circuit de Catalunya.28 de marçde2010. 117,8 km
Etapa curta, gairebé plana (sols hi ha l'alt de Caldes de tercera (5,5 km al 3%) al km 49,6), en què tot estarà decidit i que finalitza al Circuit de Catalunya, on els ciclistes faran vuit voltes a un circuit totalment pla. Els esprints del dia es troben a Mollet del Vallès i Santa Eulàlia de Ronçana.
Primers quilòmetres moguts fins que Haimar Zubeldia i Jérémy Roy s'escapen una vegada coronat l'únic port del dia. La seva diferència arribarà a ser de quasi 3', però seran agafats en la darrera volta al circuit de Catalunya. El vencedor a l'esprint serà Juan José Haedo.
|    | Ciclista               | Equip             | Temps      |
| -- | ---------------------- | ----------------- | ---------- |
| 1  | Juan José Haedo        | Team Saxo Bank    | 2h 32' 21" |
| 2  | Robert Förster         | Milram            | m. t.      |
| 3  | Nicolas Roche          | AG2R La Mondiale  | m. t.      |
| 4  | Davide Vigano          | Team Sky          | m. t.      |
| 5  | Lucas Sebastián Haedo  | Team Saxo Bank    | m. t.      |
| 6  | Aitor Galdós Alonso    | Euskaltel–Euskadi | m. t.      |
| 7  | Manuel Antonio Cardoso | Footon-Servetto   | m. t.      |
| 8  | Paul Voss              | Milram            | m. t.      |
| 9  | Andreas Stauff         | Quick Step        | m. t.      |
| 10 | David Loosli           | Lampre-Fondital   | m. t.      |

|    | Ciclista             | Equip              | Temps       |
| -- | -------------------- | ------------------ | ----------- |
| 1  | Joaquim Rodríguez    | Team Katusha       | 25h 16' 03" |
| 2  | Xavier Tondo Volpini | Cervélo TestTeam   | + 10"       |
| 3  | Rein Taaramäe        | Cofidis            | + 43"       |
| 4  | Luis León Sánchez    | Caisse d'Epargne   | + 45"       |
| 5  | Nicolas Roche        | AG2R La Mondiale   | + 1' 20"    |
| 6  | Ryder Hesjedal       | Garmin-Transitions | + 1' 20"    |
| 7  | Michel Kreder        | Garmin-Transitions | + 1' 21"    |
| 8  | Roman Kreuziger      | Team HTC-Columbia  | + 1' 22"    |
| 9  | Janez Brajkovič      | Team RadioShack    | + 1' 25"    |
| 10 | Rémy di Gregorio     | Française des Jeux | + 1' 26"    |

## Classificacions finals

### Classificació general
|    | Ciclista             | Equip              | Temps       |
| -- | -------------------- | ------------------ | ----------- |
| 1  | Joaquim Rodríguez    | Team Katusha       | 25h 16' 03" |
| 2  | Xavier Tondo Volpini | Cervélo TestTeam   | + 10"       |
| 3  | Rein Taaramäe        | Cofidis            | + 43"       |
| 4  | Luis León Sánchez    | Caisse d'Epargne   | + 45"       |
| 5  | Nicolas Roche        | AG2R La Mondiale   | + 1' 20"    |
| 6  | Ryder Hesjedal       | Garmin-Transitions | + 1' 20"    |
| 7  | Michel Kreder        | Garmin-Transitions | + 1' 21"    |
| 8  | Roman Kreuziger      | Team HTC-Columbia  | + 1' 22"    |
| 9  | Janez Brajkovič      | Team RadioShack    | + 1' 25"    |
| 10 | Rémy di Gregorio     | Française des Jeux | + 1' 26"    |

### Classificació de la muntanya
|   | Ciclista                  | Equip                | Punts |
| - | ------------------------- | -------------------- | ----- |
| 1 | David Gutiérrez Gutiérrez | Footon-Servetto-Fuji | 46    |
| 2 | Javier Ramírez            | Andalucia - Cajasur  | 38    |
| 3 | Jérémy Roy                | Française des Jeux   | 29    |

### Classificació dels esprints
|   | Ciclista             | Equip               | Punts |
| - | -------------------- | ------------------- | ----- |
| 1 | Jonathan Castroviejo | Euskaltel–Euskadi   | 15    |
| 2 | Javier Ramírez       | Andalucia - Cajasur | 7     |
| 3 | Jan Bakelandts       | Omega Pharma-Lotto  | 6     |

### Classificació per equips
|   | Equip              | Temps       |
| - | ------------------ | ----------- |
| 1 | Team Katusha       | 75h 52' 55" |
| 2 | FDJ                | + 23"       |
| 3 | Garmin-Transitions | + 47"       |

## Evolució de les classificacions
| Etapa (Vencedor)           | Classificació general | Classificació de la muntanya | Classificació dels esprints | Classificació per equips |
| -------------------------- | --------------------- | ---------------------------- | --------------------------- | ------------------------ |
| Etapa 1 (Paul Voss)        | Paul Voss             | no s'entrega                 | no s'entrega                | Team RadioShack          |
| Etapa 2 (Mark Cavendish)   | Paul Voss             | Peter Stetina                | Jonathan Castroviejo        | Team RadioShack          |
| Etapa 3 (Xavier Tondo)     | Joaquim Rodríguez     | David Gutiérrez Gutiérrez    | Jonathan Castroviejo        | Team Katusha             |
| Etapa 4 (Jens Voigt)       | Joaquim Rodríguez     | David Gutiérrez Gutiérrez    | Jonathan Castroviejo        | Team Katusha             |
| Etapa 5 (Davide Malacarne) | Joaquim Rodríguez     | David Gutiérrez Gutiérrez    | Jonathan Castroviejo        | Team Katusha             |
| Etapa 6 (Samuel Dumoulin)  | Joaquim Rodríguez     | David Gutiérrez Gutiérrez    | Jonathan Castroviejo        | Team Katusha             |
| Etapa 7 (Juan José Haedo)  | Joaquim Rodríguez     | David Gutiérrez Gutiérrez    | Jonathan Castroviejo        | Team Katusha             |
| Final                      | Joaquim Rodríguez     | David Gutiérrez Gutiérrez    | Jonathan Castroviejo        | Team Katusha             |

## Punts UCI

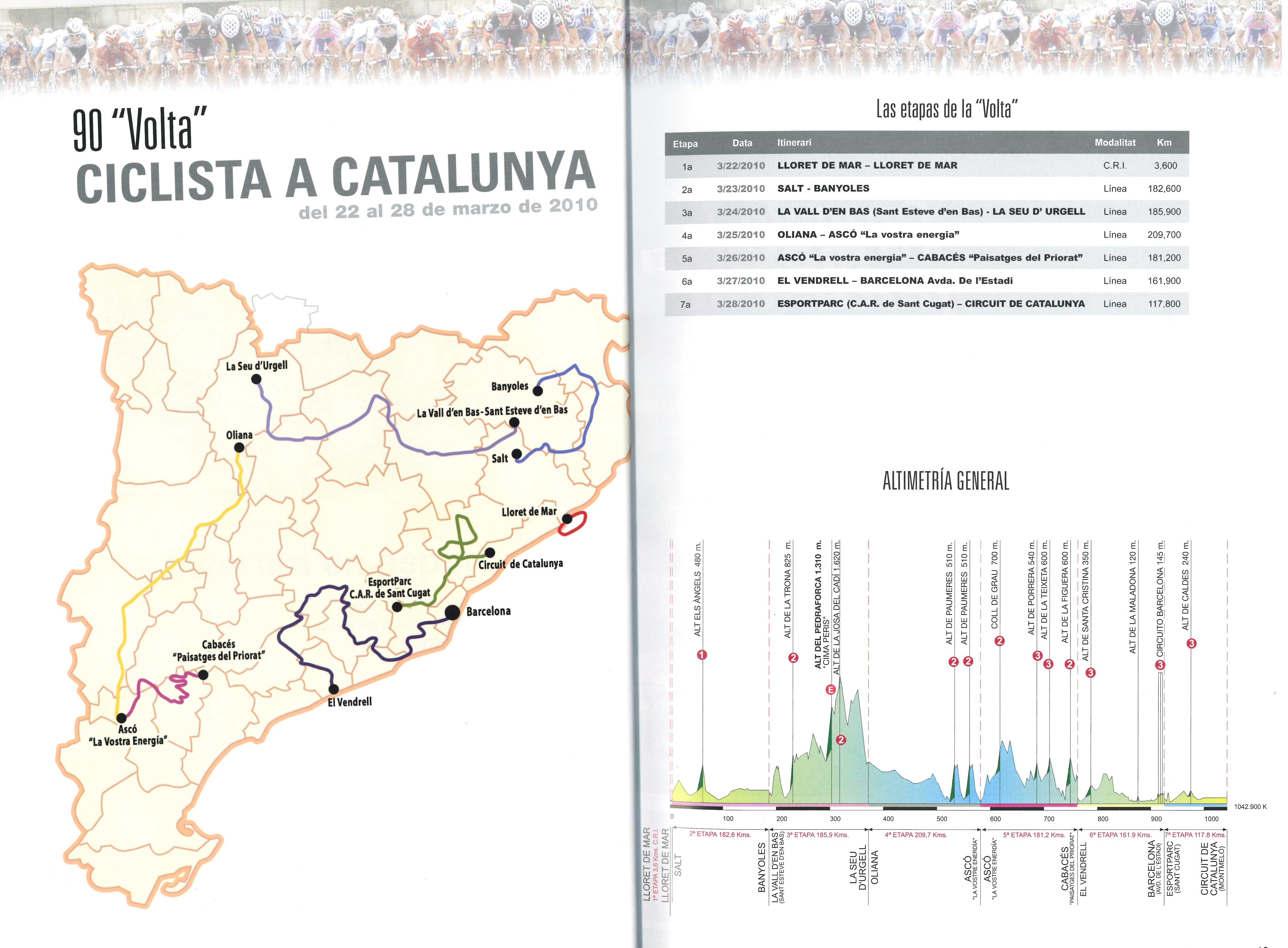

| #  | Ciclista              | Equip | Punts |
| -- | --------------------- | ----- | ----- |
| 1  | Joaquim Rodríguez     | KAT   | 106   |
| 2  | Xavier Tondo          | CTT   | 86    |
| 3  | Rein Taaramae         | COF   | 79    |
| 4  | Luis León Sánchez     | GCE   | 64    |
| 5  | Nicolas Roche         | ALM   | 52    |
| 6  | Ryder Hesjedal        | GRM   | 40    |
| 7  | Michel Kreder         | GRM   | 34    |
| 8  | Roman Kreuziger       | LIQ   | 20    |
| 9  | Janez Brajkovic       | RSH   | 10    |
| 10 | Juan José Haedo       | SAX   | 10    |
| 11 | Paul Voss             | MRM   | 8     |
| 12 | Samuel Dumoulin       | COF   | 7     |
| 13 | Mark Cavendish        | THR   | 6     |
| 14 | Andreas Klöden        | RSH   | 6     |
| 15 | Davide Malacarne      | QST   | 6     |
| 16 | Jens Voigt            | SAX   | 6     |
| 17 | Rémy di Grégorio      | FDJ   | 4     |
| 18 | Robert Forster        | MRM   | 4     |
| 19 | Levi Leipheimer       | RSH   | 4     |
| 20 | Aitor Galdós          | EUS   | 3     |
| 21 | Jan Bakelants         | OLO   | 1     |
| 22 | Sandy Casar           | FDJ   | 1     |
| 23 | Lucas Sebastián Haedo | SAX   | 1     |
| 24 | David Loosli          | LAM   | 1     |
| 25 | Marco Marzano         | LAM   | 1     |
| 26 | Dominik Nerz          | MRM   | 1     |
| 27 | Davide Viganò         | SKY   | 1     |

| #  | Equip               | Punts |
| -- | ------------------- | ----- |
| 1  | Team Katusha        | 106   |
| 2  | Cervélo TestTeam    | 86    |
| 3  | Cofidis             | 86    |
| 4  | Garmin-Transitions  | 74    |
| 5  | Caisse d'Epargne    | 64    |
| 6  | AG2R La Mondiale    | 52    |
| 7  | Liquigas-Doimo      | 20    |
| 8  | Team RadioShack     | 20    |
| 9  | Team Saxo Bank      | 17    |
| 10 | Team Milram         | 13    |
| 11 | Quick Step          | 6     |
| 12 | Team HTC-Columbia   | 6     |
| 13 | FDJ                 | 5     |
| 14 | Euskaltel-Euskadi   | 3     |
| 15 | Lampre-Farnese Vini | 2     |
| 16 | Omega Pharma-Lotto  | 1     |
| 17 | Team Sky            | 1     |

| #  | País          | Punts |
| -- | ------------- | ----- |
| 1  | Espanya       | 259   |
| 2  | Estònia       | 79    |
| 3  | Irlanda       | 52    |
| 4  | Canadà        | 40    |
| 5  | Països Baixos | 34    |
| 6  | Alemanya      | 25    |
| 7  | Txèquia       | 20    |
| 8  | França        | 12    |
| 9  | Argentina     | 11    |
| 10 | Eslovènia     | 10    |
| 11 | Itàlia        | 8     |
| 12 | Regne Unit    | 6     |
| 13 | Estats Units  | 4     |
| 14 | Bèlgica       | 1     |
| 15 | Suïssa        | 1     |